# オスク・ウンブリア語群
オスク・ウンブリア語群（オスクウンブリアごぐん、Osco-Umbrian languages）は、インド・ヨーロッパ語族イタリック語派のうちの一群の言語で、元来オスク語とウンブリア語を指すが、現在ではその他の言語からなるサベリア語群（Sabellic languages）もまとめる考えが有力である。
イタリア中・南部で、ラテン語が広まる以前に使われ、碑文などが多数残っている。ウンブリア語群（ウンブリア語、アエクィ語、ウォルスキ語、プレストニア語、マルシ語を含む）、オスク語、および南ピケネ語からなる。北ピケネ語は別系統（非印欧語）である。